# Estadio Kenny Serracín
El Estadio Kenny Serracín es una infraestructura deportiva utilizada para la práctica del béisbol, ubicada en David, Chiriquí, Panamá. Es el estadio de los equipos de béisbol de la provincia y su propietario es el Instituto Panameño de Deportes. Posee capacidad para unos 9 000 espectadores sentados.

## Historia

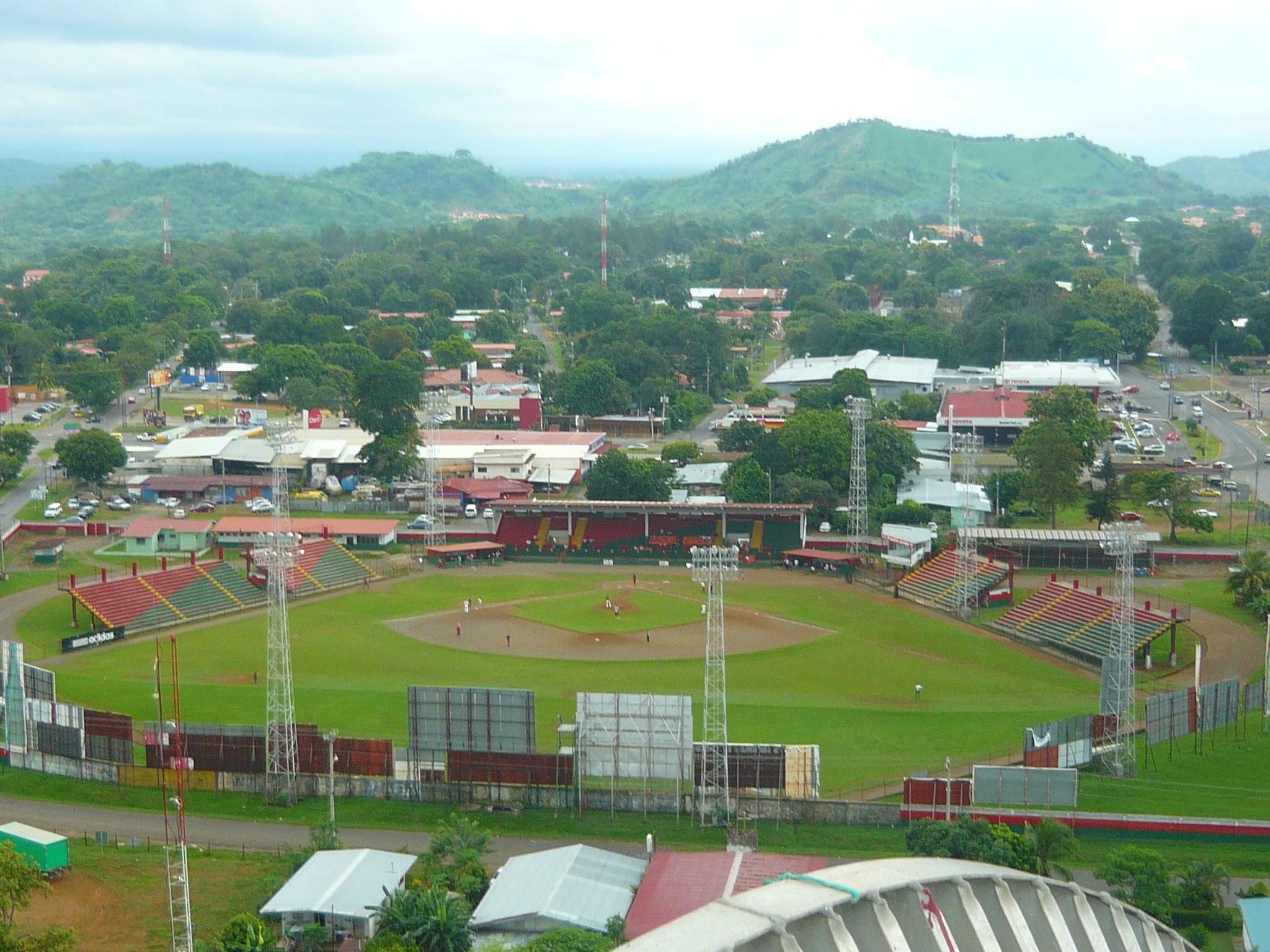
Antiguo Estadio Kenny Serracin.

Fue inaugurado en 1956 y a lo largo de su historia ha sido remodelado, mejorado y ampliado en diversas ocasiones
Fue remodelado de cara a la temporada 2013 del béisbol panameño. Entre los trabajos realizados se encontraba la rehabilitación del drenaje, así como la nivelación del terreno de juego y la instalación de la grama con las medidas reglamentarias. Además, se adecuaron los baños y las casetas de los jugadores.
En 2016 fue demolido en su totalidad y se inició la construcción de un nuevo estadio de béisbol, el Kenny Serracin por Pandeportes. En la actualidad, cuenta con las especificaciones avaladas por MLB: campo de juego con su drenaje especial, vestidores para dos equipos, enfermería, lavandería, cabinas de trasmisión periodística, palcos especiales, elevadores, jaula de bateo para equipo local y visitador, kioscos de ventas, oficinas administrativas, entre otros.
Se han presentado muchos anteproyectos para construir un nuevo estadio en otra ubicación, en las afueras de la ciudad, que contará con un centro comercial. También existe la posibilidad de remodelarlo en su ubicación actual, o la construcción de uno nuevo y el reacondicionamiento del existente para juegos juveniles, atletismo u otros eventos.

## Instalaciones
El estadio cuenta con:
- Césped natural, medidas Grandes Ligas de Béisbol.
- 9,000 butacas para espectadores.
- 11 palcos y 18 cubículos de prensa.
- Tablero Electrónico.
- Pantalla Gigante.
- Camerinos y jaulas de bateo.
- Sala de prensa o sala de conferencias.

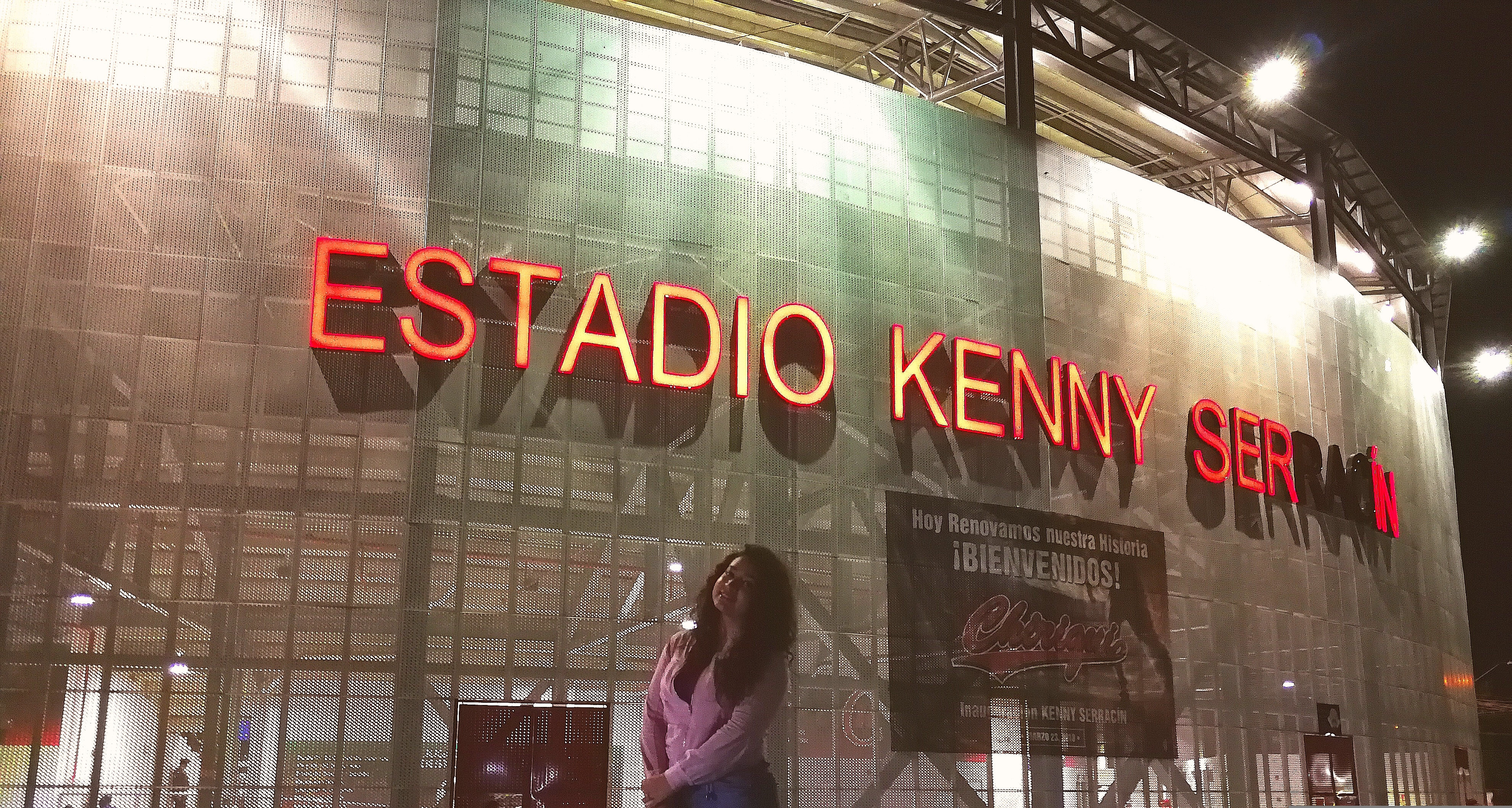

- Dormitorios.
- 300 estacionamientos.